# Cornelius Wleugel
Cornelius Wleugel (16. oktober 1764 – 22. januar 1833) var en dansk søofficer.
Cornelius Wleugel var søn af Johan Peter Wleugel. Han blev 1778 søkadet og ansattes allerede 1781 hos admiral Poul Løvenørn i fregatten Kiel som medhjælper ved dennes forsøg med søure, 1782 udnævntes han til sekondløjtnant i marinen, 1789 til premierløjtnant, 1796 til kaptajnløjtnant, 1803 til kaptajn, 1810 til kommandørkaptajn, 1815 til kommandør og 1828 til kontreadmiral. 1788-91 assisterede han sin fader ved Dokkens administration, 1791-94 var han interims-ekvipagemester, 1796 udkommanderedes han med linjeskibet Sophie Frederikke, samme år ansattes han ved indrulleringen i Moss, 1797-98 førte han et koffardiskib, var derefter 1798 udkommanderet med Oldenborg til St. Helena og 1799-1801 med fregatten "Havfruen" i Middelhavet under Jost van Dockum, 1802 var Wleugel chef for briggen Nidelven på togt i Nordsøen, 1804 for vagtskibet i Øresundet, fregatten Frederiksværn, 1805 for skonnerten "Ørnen" i evolutionseskadren; 1807 var han ansat i blokskibet Mars på Københavns Red og havde her 23. og 31. august nogle sammenstød med fjenden, 1809-12 gjorde han tjeneste på den franske Scheldeflåde, var chef for det franske linjeskib Dantzick og dekoreredes med Æreslegionen.
Ved hjemkomsten ansattes han som chef for stykprammen Søløven på Københavns Red, 1814-15 udkommanderedes han med kadetskibet som meddommer. Efter Fredsslutningen 1815 indskrænkedes marinens virksomhed meget betydelig, og Wleugel kom ikke oftere til søs. Han blev 1826 chef for 1. division af Holmens søfolk og var i denne stilling til sin død.
Han har i Kjøbenhavnske Efterretninger om lærde Sager samt Nye danske Magasin udgivet nogle historiske afhandlinger fra Christian 5.’s tid og var medlem af Det kongelige danske Selskab for Fædrelandets Historie fra 1817.
Wleugel var gift: 1. (25. november 1802) med Juliane Marie Holmskiold (født 14. januar 1777 død 31. marts 1814), datter af gehejmeråd Johan Theodor Holmskiold; 2. (1815) med Antoinette Magdalene Dorrien (død 14. januar 1862), datter af generalmajor Liebert Hieronymus Dorrien.